# VIPカー

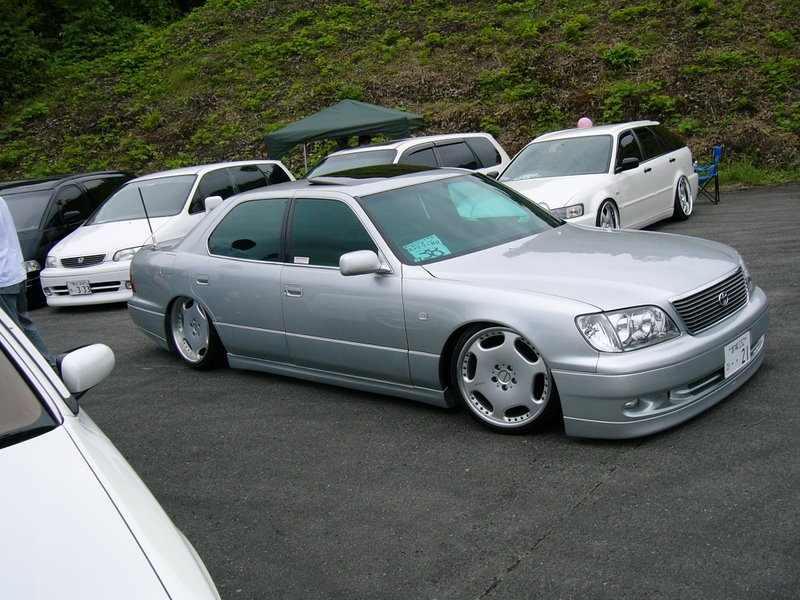
トヨタ・セルシオにおける例

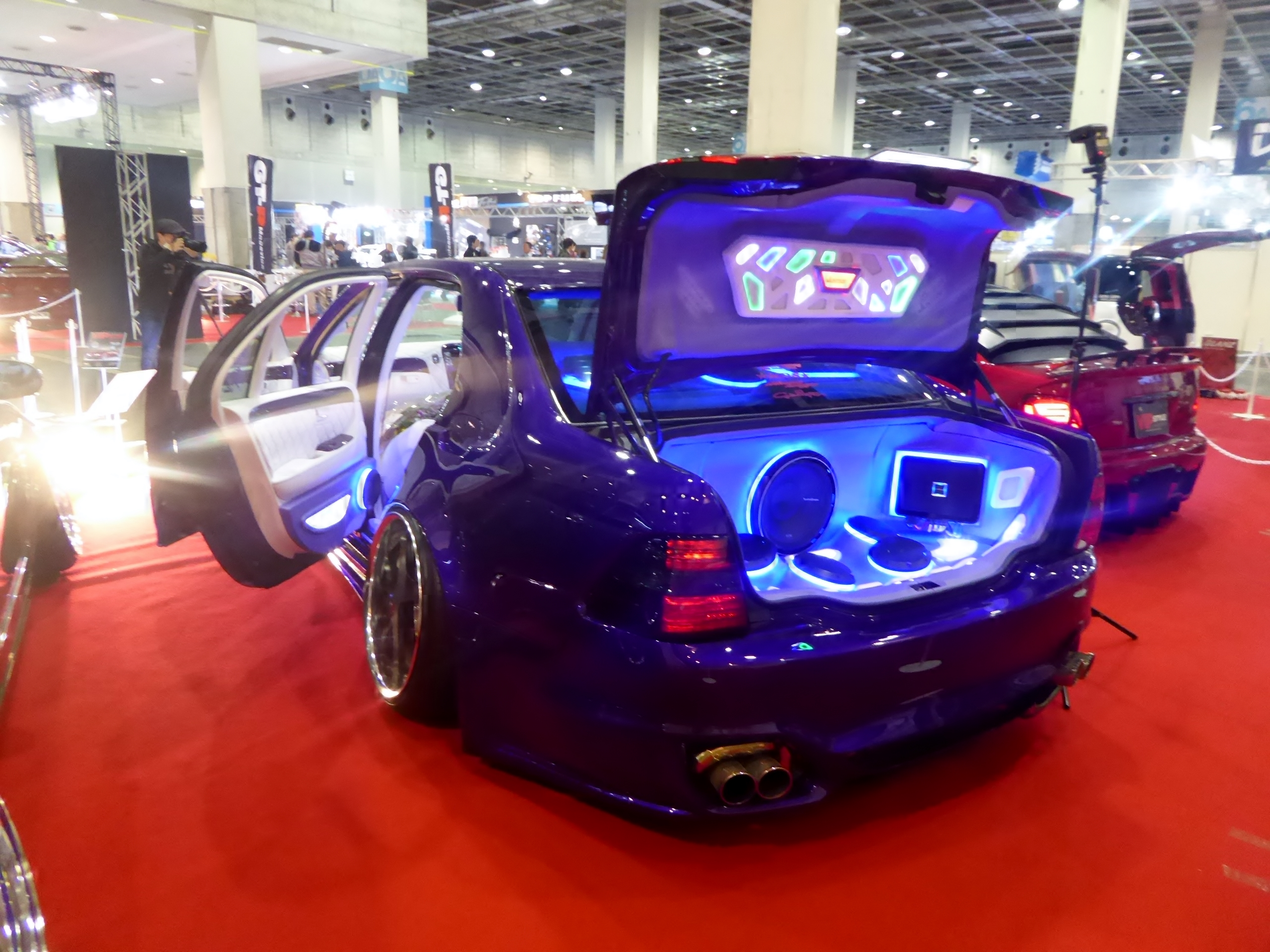
トヨタ・セルシオのVIPカー

VIPカー（ビップカー、ヴィップカー、VIP Car）とは、主にセダンの高級車に豪華な装飾を施した改造車の総称、俗称。あるいはその改造形態のことである。
VIPとは日本語で要人、つまりVIPカーとは「要人が乗る自動車」という意味であるが、要人とは特に関係はなく、実際に要人が乗る自動車とは異なる。なお、本来VIPは「ヴイ・アイ・ピー」と発音するのが正しいが、VIPカーについては「ビップ」と発音される。

## 起源
その起源についてはいくつかの説があり、確たる説は不明だが、暴走族の車両改造スタイルとして発祥した改造車であるとする意見とヤンキーのカスタムスタイルとして発祥した改造車（いわゆるヤン車）であるとする意見がある。
関西圏では、阪神高速環状線における警察の環状ローリング族撲滅作戦により走れなくなった暴走族チームの一部が、車をシビックなどから旧型の高額自動車の安価な中古車に乗り換えて改造をしたのが始まりとされる。
関東圏では暴走族車両またはヤン車として、ハイソカーと呼ばれた4ドアハードトップ車を改造するジャンル、いわゆるチバラギ仕様が根付いており、その延長線上であるという認識もある。この傾向は仙台を中心とした東北地方でも見られる。
また、一時メルセデス・ベンツの一部門であるAMGや、ケーニッヒのチューンドカー、特に1980年代後半の黒系でまとめられた中古車をモチーフとして改造されることも多く、これが起源であるとする説もある。

## 改造内容や特徴
外装は、大径・大音量マフラーへの換装や、シャコタン化、エアロパーツの取り付け、アルミホイールやフェンダーの大型化、ホイールとボディーの段差をなくす（面一―ツライチと呼ばれる）、鬼キャンなどの改造がされる。また原色系の派手な塗色も好まれ、場合によっては塗り替えられる。
内装は、応接間をモチーフに大理石調や木目調の装飾が施されることが多い。その他、房などを用いた和風の装飾、原色や光り物などを用いた派手な装飾など様々である。なお、スモークフィルムの貼り付けがなされることも多いが、夜間などに見えにくくなることから規制がされている（後述）。
最近では比較的シンプルな改造や、白や黒の控え目な塗色が好まれる。また古い年式の車種では、いかに現代的にみせるかといった改造が主流で、現行車種のライト類を移植したり、その純正色で全塗装をすることもある。内装は多数の小型モニターや大音量のオーディオ・ウーファー、発光ダイオードやネオン管などの電飾を装備しているものが主流である。このほか、車高を低くみせるためルーフを黒く塗装することもある。さらにこの流れからヨーロッパのチューナーなどを意識したユーロスタイルや、そのユーロスタイルをベースにして、スーパーカーなどの外観の造型を意識してのエアロパーツの加工などを行ったハイパーユーロと呼ばれるスタイルが生まれている。
2000年代初頭には運転席や助手席にバケットシートを入れ各種追加メーターやスポーティーハンドル、ロールバー、外装に後付け牽引フック、GTウィングやボディにダクト加工、直径130mm以上の砲弾型マフラー、大振りなオーバーフェンダーに18インチのマイスターやエクィップなどのホイールをショルダーツラに合わせるスポーティーVIPが一時期流行した。
価格の安い旧式の中古車をベースにする場合、低年式車両は老朽化、メカニズムの複雑さから故障の多さや補修部品確保の問題にも注意が必要である。そもそもセルシオやシーマといった一部のセダン系の車種は高級車としての位置づけのため、元来維持費が高額（燃料はハイオク指定、加えて燃費が著しく悪いなど）であるため、2000年以降に生産された車種であっても一部のそうした車種は維持費がそれ相応にかかる。

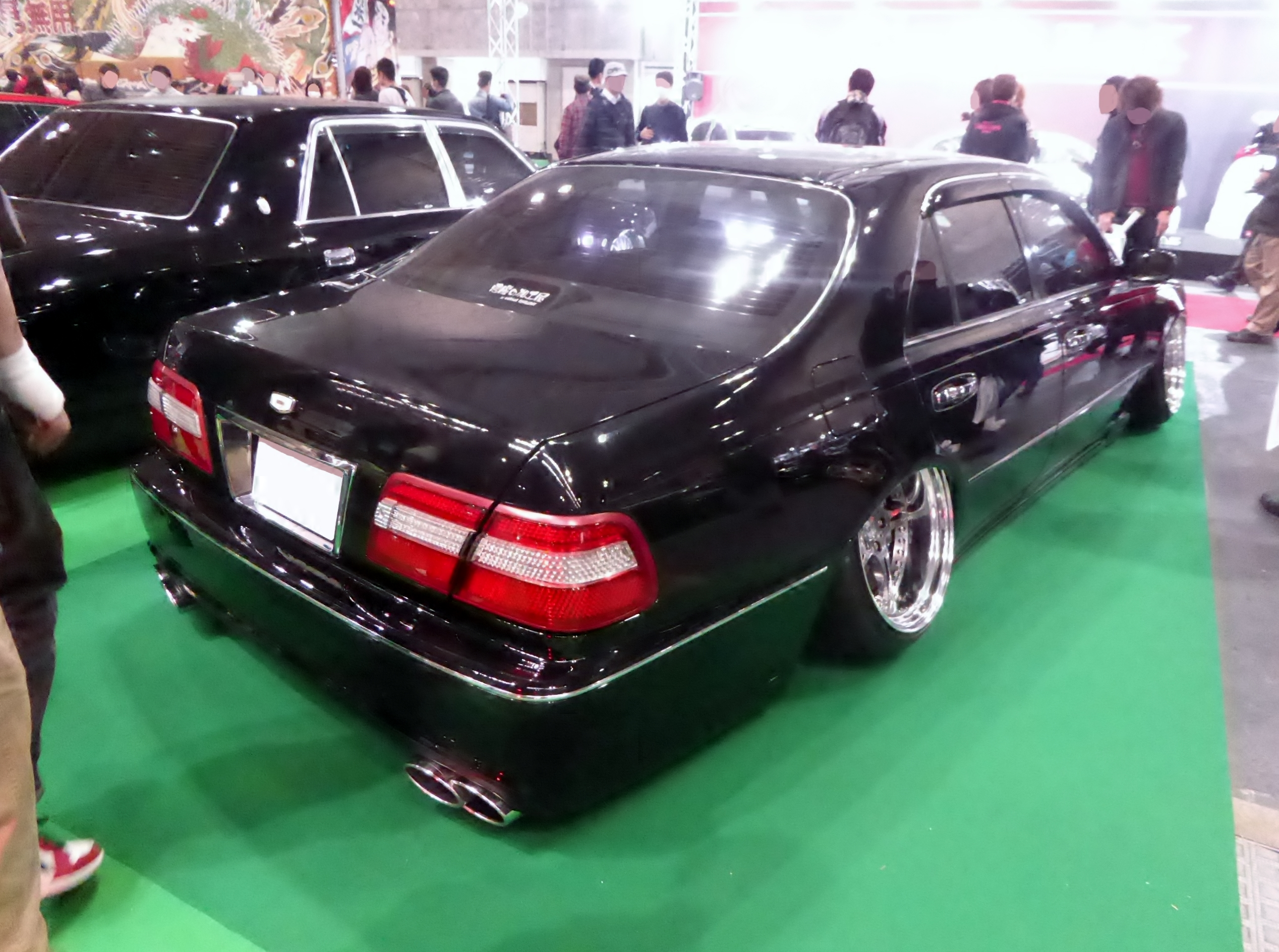
車高短の日産・シーマ

改造パーツを装着して車高を下げることで、最低地上高が拳（こぶし）ひとつすら入らないくらい低いものとなっている車両が多く存在する。これらの改造は車両の道具としての実用性が考慮されておらず、例えば道路脇施設への出入りの際に縁石が切り下げてあるにも関わらずバンパーの下部を擦ったり、ぶつけて割ってしまったりするケースも多くあり、最悪の場合、中心が盛り上がっているかまぼこ型の踏切で立ち往生するケースも発生する。これらの対策として、近年ではコンピューター制御により、リモコン1つで車高をコントロール出来るエアサスペンションシステムが存在しているが非常に高額であるため、スプリングをカットしたり、車高調を入れるものが主流である。
またこれらの理由に加え、ベース車両のほとんどがFR車のため、降雪時の走行は困難である。実際降雪地域の冬季にはあまり見かけることはないが、晴れて道路に雪がない休日にはまれに見ることができる。
近年、ガソリン価格の高騰が進んでいることから、維持費節減を狙ってハイブリッド仕様車が設定されている高年式車がベースとなる場合がある。
VIPカーのオーナーを対象として、チームやクラブ、連合などと呼ばれる団体や、ミーティング、イベント、ドレコン（ドレスアップカーコンテスト）などと呼ばれる集会がある。これらは暴走族とは異なり全国規模になることが多い。そのため、プレートと呼ばれるフロントガラスに提示する室内用装飾品やステッカーなどで自らが所属する団体をアピールしていることが多々ある。

## VIP族
vipカーのオーナーのことをメディアや一般人からはVIP族と呼称されることもある。存在自体は1990年代から認知され始め、特に深夜、サービスエリアなどの駐車場を占拠し、お互いのVIPカー(屡々違法な改造が施されている)を見せ合い、騒音などで迷惑行為をする若者集団のことを指すことが多い。
2009年には奈良県警が検問活動を行ったが、成果を得ることはできなかった。
2010年には国土交通省関東運輸局京葉道路幕張パーキングエリアでVIP族等の不正改造車を対象とした深夜の特別街頭検査が行われ、不正改造車11台に対し整備命令を発令した。検査は千葉運輸支局から7名、検査法人関東検査部から9名、千葉県警から44名、東日本高速道路から17名の総勢77名が出動するという大規模なものだった。この検査で四輪車27台を検査した結果、着色フィルム等の騒音・排ガス関係が7件、回転部分の突出等車枠・車体関係で6件、マフラーの改造等騒音・排ガス関係で4件の保安基準不適合が見つかった。

## 法令規制等
改造内容によっては道路運送車両法や道路運送車両の保安基準など関係法令に抵触する。車検証の記載事項を超える改造、安全性に問題がある改造、整備不良と扱われる改造などの不正改造は継続車検が受けられないばかりか、警察に検挙されることもある。特にスモークフィルムの貼り付けは一般的であるが、フロント側にも貼り付けて「フルスモーク」化するのは違法であり、施工業者も逮捕された事例がある。

## 日本国外への影響など
アメリカでは日本におけるVIPカー黎明期と同じく、取り締まりの厳しくなったスポーツコンパクトからの乗り換えユーザーが多いという。これを受けて海外へ進出する国内のVIPカー用改造パーツメーカーも見受けられる。近年ではヘラフラッシュからの流れで、日本のVIPカーのカスタム手法を基本としつつも、JDMやUSDMの要素を取り込んだスタンススタイルというカスタムが生まれている。

## 対象車種
一般的には排気量が２L以上の3ナンバーで6気筒エンジンを搭載する国産またはドイツ製（メルセデス・ベンツ・BMW・アウディなど）の4ドアセダンが対象になる。また、本来別ジャンルであるラグジュアリーカーやハイソカーも広義のVIPカーに含まれることがある。これは、主に両者のカスタム指向や車の形態などに類似性があることによる。
主なベース車両としてセンチュリー、セルシオ、クラウン、クラウンマジェスタ、マークII、アリスト、プレジデント、インフィニティQ45、
シーマ、セドリック/グロリア、レジェンド、インスパイア、センティア、ディアマンテなどがある。
最近ではレクサスシリーズ（レクサス・LS）や先述の後継車種であるブレビス、ティアナ、フーガ、アテンザ（2代目以降、2019年の一部改良時にMAZDA6に改称）がベースとなっているほか、大型の4ドア車の終売よってトヨタ・エスティマやアルファード、日産・エルグランドなど排気量が２Lを超えるミニバンをベースにした車輌も登場するようになった。

## パーツのブランド
VIPカーにおいては、ベース車両のランク以外に装着する各パーツのブランド（メーカー）も重視される。中にはVIPカー専用のパーツブランドも存在する。VIPカー愛好者の中では著名なVIPカーオーナーが設立したメーカーもある。
- インパル
- ジャンクションプロデュース
- エボリューション
- アドミレイション
- WALD
- インシュランス
- ワイズ
- ギャルソン（ブラックマフィア、D.A.D）
- ファブレス
- ブレーン
- K-BREAK
- AIMGAIN

### ホイール
BMWチューナーのアルピナや、メルセデスチューナーのブラバス、ロリンザーなどのホイールが加工流用されることもある。
- O・Zレーシング
- ワーク
- BBS
- MAE
- レーベンハート(タケチプロジェクト)
- スピードスター（SSR）
- ウェッズ（Kranze）
- スーパースター（LEONHARDIRITT）